# Trasporto di merci pericolose
Il trasporto di merci pericolose è soggetto a norme e regolamenti molto dettagliati, formulati in base al tipo di materiale trasportato e ai mezzi di trasporto utilizzati.
Ogni soggetto coinvolto nel trasferimento di merci pericolose (speditore, caricatore, trasportatore, destinatario) ha i suoi precisi doveri, a partire dallo speditore (indicato anche come mittente) che deve provvedere alla classificazione delle merci, alla scelta degli imballaggi (o dei contenitori o delle cisterne) appropriati in relazione alle caratteristiche di pericolosità delle merci, a fornire al trasportatore tutti i documenti necessari per poter effettuare il trasporto a regola d'arte e in sicurezza.
Ad esempio tra i documenti necessari per il trasporto stradale in Europa che lo speditore deve fornire, sono le "istruzioni scritte", redatte in tutte le lingue delle nazioni attraversate e in quelle parlate dai conducenti, riportanti le istruzioni da seguire in caso di incidente stradale.

## Trasporto via terra
Il trasporto su strada di merci pericolose è regolamentato dall'accordo internazionale ADR, il cui testo è aggiornato ogni due anni. L'accordo originale è stato siglato a Ginevra il 30 settembre 1957 come Accordo europeo relativo al trasporto internazionale su strada delle merci pericolose. Il 1º gennaio 2019 è entrato in vigore l'ADR 2019.

### Il mezzo di trasporto

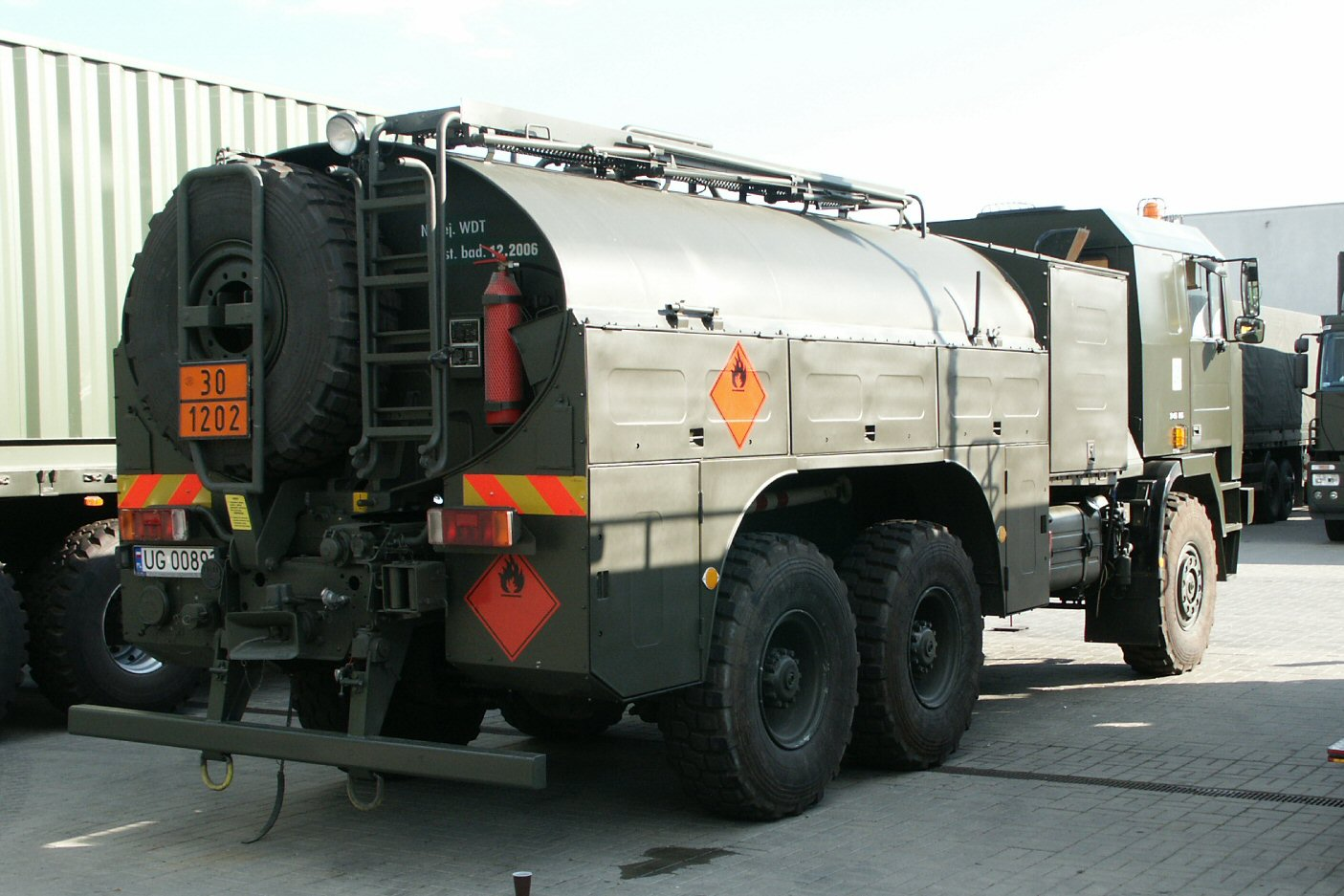
Un veicolo militare per il trasporto di merci pericolose. Sono visibili i pannelli e le etichette di pericolo.

Il mezzo di trasporto, prima di essere autorizzato al carico di merci pericolose, deve essere attrezzato specificatamente per la/le classi di materiali, destinato ad ospitare attrezzature evidentemente diverse a seconda del tipo di pericolosità. Ad esempio, saranno obbligatoriamente a bordo estintori specializzati per le merci infiammabili oppure ci saranno adeguate aperture di aerazione nel caso di merci allo stato gassoso.
Per quanto riguarda il trasporto su strada e per ferrovia una delle prime condizioni fondamentali è che sull'autocarro o sul carro ferroviario merci sia riportato in modo molto visibile il fatto che nel vano di carico sono stivate merci rivestenti carattere di pericolosità.
A tal fine sono applicati, a seconda della modalità di trasporto (in colli, in cisterna o alla rinfusa), sulla parte anteriore e posteriore ed eventualmente sui lati degli autocarri o dei carri ferroviari, dei pannelli e delle etichette di pericolo: i primi, di colore arancione e di forma rettangolare (dalle misure di cm 40×30), le seconde a forma di quadrato posto sulla punta (losanga) di 25×25 cm o 30×30 cm.

#### Pannello di pericolo arancione
Il pannello di pericolo può essere di due tipi: con numeri o senza (generico).
Il pannello di pericolo con numeri, di dimensione 30 x 40 cm, identifica nella parte superiore il tipo di pericolo (numero di Kemler) e nella parte inferiore la merce trasportata secondo un numero ONU. L'elenco completo delle sigle che contraddistinguono ciascun composto è disponibile nel link in nota.
- Prima riga

Sulla prima riga, la prima cifra a sinistra rappresenta il tipo di pericolosità principale in base al tipo di materiale, la seconda quella "secondaria" ("0" nel caso non esista un pericolo secondario). Può anche essere presente una terza cifra, che indica un eventuale pericolo terziario.
| Cifra | come 1ª cifra                           | come 2ª o 3ª cifra                                                                               |
| ----- | --------------------------------------- | ------------------------------------------------------------------------------------------------ |
| 0     |                                         | Senza specificazione                                                                             |
| 1     |                                         | Esplosione                                                                                       |
| 2     | Gas                                     | Emanazione di gas                                                                                |
| 3     | Liquido infiammabile                    | Infiammabile                                                                                     |
| 4     | Solido infiammabile                     |                                                                                                  |
| 5     | Comburente                              | Proprietà comburenti                                                                             |
| 6     | Tossico                                 | Tossicità                                                                                        |
| 7     | Radioattivo                             |                                                                                                  |
| 8     | Corrosivo                               | Corrosività                                                                                      |
| 9     | Pericolo di reazione violenta spontanea | Pericolo di reazione violenta risultante dalla decomposizione spontanea o dalla polimerizzazione |

- - Note particolari:
    - Il raddoppio della cifra indica normalmente un'accentuazione del pericolo: ad esempio, "33" è relativo alle merci molto infiammabili. Tuttavia esistono diverse combinazioni di cifre che hanno un significato particolare, ad esempio:
      - "22" indica i gas liquefatti refrigerati asfissianti
      - "44" un solido infiammabile che può assumere la consistenza di liquido oltre una certa temperatura
      - "99" merci con pericolo generico trasportate ad alte temperature

    - Codice preceduto dalla lettera X: merci che reagiscono pericolosamente con l'acqua

Tabella completa:
| Cifre | Pericoli |
| ----- | --- |
| 20    | Gas inerte |
| 22    | Gas liquefatto |
| 223   | Gas liquefatto e infiammabile                                                                                                |
| 225   | Gas liquefatto e comburente                                                                                                  |
| 23    | Gas infiammabile |
| 236   | Gas infiammabile e tossico                                                                                                   |
| 239   | Gas infiammabile che spontaneamente potrebbe reagire violentemente                                                           |
| 25    | Gas comburente |
| 26    | Gas tossico |
| 263   | Gas tossico e infiammabile                                                                                                   |
| 265   | Gas tossico e comburente |
| 266   | Gas altamente tossico |
| 268   | Gas tossico e corrosivo |
| 30    | Liquido infiammabile |
| 323   | Liquido infiammabile che reagisce con l'acqua sviluppando gas infiammabile                                                   |
| X323  | Liquido infiammabile che reagisce pericolosamente con l'acqua sviluppando gas infiammabile                                   |
| 33    | Liquido altamente infiammabile                                                                                               |
| 333   | Liquido piroforico |
| X333  | Liquido piroforico che reagisce pericolosamente con l'acqua                                                                  |
| 336   | Liquido altamente infiammabile e tossico                                                                                     |
| 338   | Liquido altamente infiammabile e corrosivo                                                                                   |
| X338  | Liquido altamente infiammabile e corrosivo che reagisce pericolosamente con l'acqua                                          |
| 339   | Liquido altamente infiammabile che spontaneamente potrebbe reagire violentemente                                             |
| 36    | Liquido infiammabile e tossico o liquido autoriscaldante e tossico                                                           |
| 362   | Liquido infiammabile e tossico che reagisce con l'acqua emettendo gas infiammabile                                           |
| X362  | Liquido infiammabile e tossico che reagisce pericolosamente con l'acqua emettendo gas infiammabile                           |
| 368   | Liquido infiammabile, tossico e corrosivo                                                                                    |
| 38    | Liquido infiammabile e corrosivo                                                                                             |
| 382   | Liquido infiammabile e corrosivo che reagisce con l'acqua emettendo gas infiammabile                                         |
| X382  | Liquido infiammabile e corrosivo che reagisce pericolosamente con l'acqua emettendo gas infiammabile                         |
| 39    | Liquido altamente infiammabile che spontaneamente potrebbe reagire violentemente                                             |
| 40    | Solido infiammabile, materiale autoinnescante o autoriscaldante                                                              |
| 423   | Solido che reagisce con l'acqua emettendo gas infiammabile                                                                   |
| X423  | Solido infiammabile che reagisce pericolosamente con l'acqua emettendo gas infiammabile                                      |
| 43    | Solido piroforico |
| 44    | Solido infiammabile fuso o ad un'elevata temperatura                                                                         |
| 446   | Solido infiammabile tossico, fuso o ad un'elevata temperatura                                                                |
| 46    | Solido infiammabile e tossico o solido autoriscaldante, tossico                                                              |
| 462   | Solido tossico che reagisce con l'acqua emettendo gas infiammabile                                                           |
| X462  | Solido infiammabile che reagisce pericolosamente con l'acqua emettendo gas tossico                                           |
| 48    | Solido corrosivo infiammabile o autoriscaldante                                                                              |
| 482   | Solido corrosivo che reagisce con l'acqua emettendo gas infiammabile                                                         |
| X482  | Solido che reagisce pericolosamente con l'acqua emettendo gas corrosivo                                                      |
| 50    | Sostanza comburente |
| 539   | Perossido organico infiammabile                                                                                              |
| 55    | Sostanza fortemente comburente                                                                                               |
| 556   | Sostanza fortemente comburente e tossica                                                                                     |
| 558   | Sostanza fortemente comburente e corrosiva                                                                                   |
| 559   | Sostanza fortemente comburente che spontaneamente potrebbe reagire violentemente                                             |
| 56    | Sostanza comburente e tossica                                                                                                |
| 568   | Sostanza comburente, tossica e corrosiva                                                                                     |
| 58    | Sostanza comburente e corrosiva                                                                                              |
| 59    | Sostanza comburente che spontaneamente potrebbe reagire violentemente                                                        |
| 60    | Sostanza tossica |
| 606   | Sostanza infettante |
| 623   | Liquido tossico che reagisce con l'acqua emettendo gas infiammabile                                                          |
| 63    | Liquido tossico, infiammabile                                                                                                |
| 638   | Liquido tossico, infiammabile e corrosivo                                                                                    |
| 639   | Liquido tossico e infiammabile che spontaneamente potrebbe reagire violentemente                                             |
| 64    | Solido tossico infiammabile o autoriscaldante                                                                                |
| 642   | Solido tossico che reagisce con l'acqua emettendo gas infiammabile                                                           |
| 65    | Sostanza tossica e ossidante                                                                                                 |
| 66    | Sostanza altamente tossica                                                                                                   |
| 663   | Liquido altamente tossico e infiammabile                                                                                     |
| 664   | Solido altamente tossico, infiammabile o autoriscaldante                                                                     |
| 665   | Sostanza altamente tossica e comburente                                                                                      |
| 668   | Sostanza altamente tossica e corrosiva                                                                                       |
| 669   | Sostanza altamente tossica che spontaneamente potrebbe reagire violentemente                                                 |
| 68    | Sostanza tossica e corrosiva                                                                                                 |
| 69    | Sostanza tossica che spontaneamente potrebbe reagire violentemente                                                           |
| 70    | Sostanza radioattiva |
| 72    | Gas radioattivo |
| 723   | Gas radioattivo e infiammabile                                                                                               |
| 73    | Liquido radioattivo e infiammabile                                                                                           |
| 74    | Solido radioattivo e infiammabile                                                                                            |
| 75    | Sostanza radioattiva e comburente                                                                                            |
| 76    | Sostanza radioattiva e tossica                                                                                               |
| 78    | Sostanza radioattiva e corrosiva                                                                                             |
| 80    | Sostanza corrosiva |
| X80   | Sostanza corrosiva che reagisce pericolosamente con l'acqua                                                                  |
| 823   | Sostanza corrosiva che reagisce con l'acqua emettendo gas infiammabile                                                       |
| 83    | Liquido corrosivo e infiammabile                                                                                             |
| X83   | Liquido corrosivo e infiammabile che reagisce pericolosamente con l'acqua                                                    |
| 839   | Liquido corrosivo e infiammabile che spontaneamente potrebbe reagire violentemente                                           |
| X839  | Liquido corrosivo, infiammabile che spontaneamente potrebbe reagire violentemente e che reagisce pericolosamente con l'acqua |
| 84    | Solido corrosivo, infiammabile o autoriscaldante                                                                             |
| 842   | Solido corrosivo che reagisce con l'acqua emettendo gas infiammabile                                                         |
| 85    | Sostanza corrosiva e comburente                                                                                              |
| 856   | Sostanza corrosiva, comburente e tossica                                                                                     |
| 86    | Sostanza corrosiva e tossico                                                                                                 |
| 88    | Sostanza fortemente corrosiva                                                                                                |
| X88   | Sostanza fortemente corrosiva che reagisce pericolosamente con l'acqua                                                       |
| 883   | Liquido fortemente corrosivo e infiammabile                                                                                  |
| 884   | Solido fortemente corrosivo, infiammabile o autoriscaldante                                                                  |
| 885   | Sostanza fortemente corrosiva e comburente                                                                                   |
| 886   | Sostanza fortemente corrosiva e tossica                                                                                      |
| X886  | Sostanza fortemente corrosiva e tossica che reagisce pericolosamente con l'acqua                                             |
| 89    | Sostanza corrosiva che spontaneamente potrebbe reagire violentemente                                                         |
| 90    | Sostanza pericolosa mista o sostanza pericolosa per l'ambiente                                                               |
| 99    | Sostanza pericolosa mista trasportata a caldo                                                                                |

- Seconda riga

Sulla seconda riga del pannello di pericolo viene indicato il codice specifico del materiale, definito come numero ONU, 4 cifre numeriche alle quali, univocamente in tutto il mondo, corrisponde la merce trasportata.
Una pannello di pericolo di questo tipo  ha il significato: prodotto tossico ("60"), specificatamente tricloroetilene ("1710" di codice ONU)
Esempi:
| Numero | sostanza                          |
| ------ | --------------------------------- |
| 1001   | acetilene                         |
| 1005   | ammoniaca anidra                  |
| 1011   | butano                            |
| 1016   | monossido di carbonio             |
| 1017   | cloro                             |
| 1027   | ciclopropano                      |
| 1028   | diclorodifluorometano (freon R12) |
| 1038   | etilene                           |
| 1040   | ossido di etilene                 |
| 1045   | fluoro                            |
| 1049   | idrogeno                          |
| 1050   | acido cloridrico                  |
| 1053   | acido solfidrico                  |
| 1072   | ossigeno                          |
| 1075   | GPL                               |
| 1076   | fosgene                           |
| 1079   | anidride solforosa                |
| 1089   | acetaldeide                       |
| 1090   | acetone                           |
| 1114   | benzolo                           |
| 1134   | clorobenzene                      |
| 1170   | alcool etilico                    |
| 1202   | gasolio                           |
| 1203   | benzina                           |
| 1223   | cherosene                         |
| 1230   | alcool metilico                   |
| 1267   | petrolio                          |
| 1268   | lubrificante                      |
| 1307   | o-xilene                          |
| 1381   | fosforo                           |
| 1402   | carburo di calcio                 |
| 1428   | sodio                             |
| 1547   | anilina                           |
| 1613   | acido cianidrico                  |
| 1654   | nicotina                          |
| 1680   | cianuro di potassio               |
| 1710   | trielina                          |
| 1779   | acido formico                     |
| 1791   | ipoclorito di sodio               |
| 1805   | acido fosforico                   |
| 1823   | soda caustica                     |
| 1869   | magnesio                          |
| 1888   | cloroformio                       |
| 1971   | metano                            |
| 1977   | azoto liquido                     |
| 2014   | perossido di idrogeno             |
| 2209   | formaldeide                       |
| 2304   | naftalina                         |
| 2412   | tetraidrotiofene                  |
| 2761   | diclorodifeniltricloroetano       |
| 9109   | solfato di rame                   |

#### Etichette di pericolo
Sono la rappresentazione grafica della pericolosità, più facilmente identificabile rispetto ad una serie di cifre. Ad una stessa merce, e quindi ad uno stesso numero ONU, possono essere associate diverse etichette di pericolo. Ad esempio: al numero ONU (o UN) 1098 sono associate le etichette di pericolo n. 6.1 e 3 (rispettivamente, etichetta bianca con teschio e tibie incrociate nella parte alta ed il numero 6 sul vertice basso, ed etichetta rossa con fiamma nella parte alta ed il numero 3 sul vertice basso).

### Il personale addetto
Il trasportatore alla guida di un veicolo su cui è caricata merce pericolosa deve essere in possesso, in generale, oltre che della normale patente di guida, del Certificato di Formazione Professionale A.D.R., ottenuto per esame dopo un corso specialistico su vari argomenti concernenti il trasporto di merci pericolose. Il certificato ha durata 5 anni dalla data dell'esame ed è rinnovabile un anno prima della data di scadenza dello stesso.
A seconda del corso, e quindi dell'esame sostenuto, verrà rilasciato:
- Certificato Base: abilita al trasporto in colli di merci pericolose di tutte le classi tranne radioattivi ed esplosivi
- Specializzazione Cisterne: abilita al trasporto in cisterna di merci pericolose di tutte le classi tranne radioattivi ed esplosivi (che non si possono comunque trasportare in cisterna)
- Specializzazione Esplosivi: abilita al trasporto in colli delle merci pericolose della classe 1 (esplosivi)
- Specializzazione Radioattivi: abilita al trasporto di merci pericolose della classe 7 (radioattivi)

## Trasporto via ferrovia

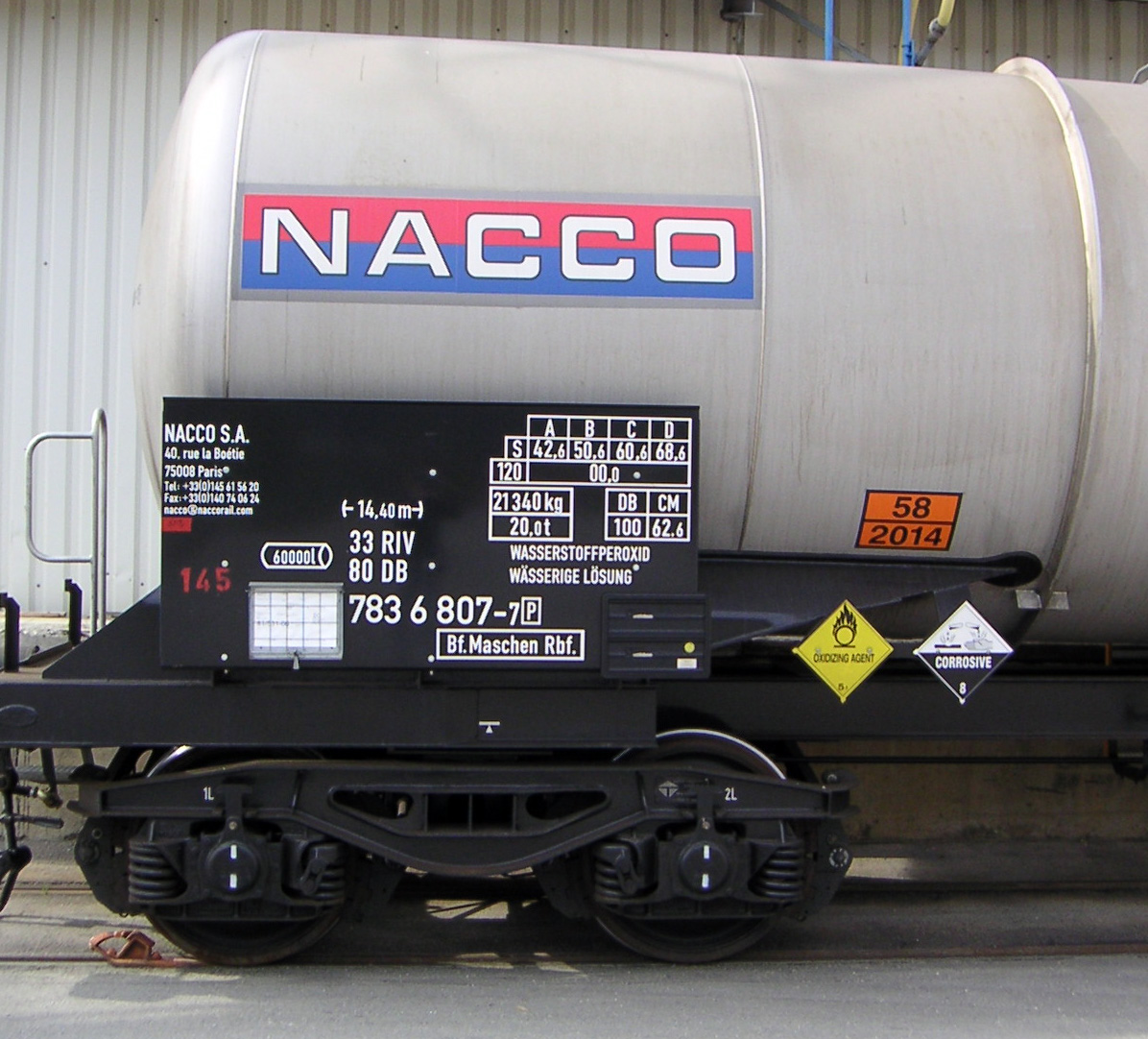
Pannelli e etichette di pericolo su un vagone ferroviario adibito al trasporto di merci pericolose.

La regolamentazione relativa al trasporto su ferrovia è molto simile a quella su strada ed è definita dagli accordi RID (Règlement concernant le transport International ferroviaire des merchandises Dangereuses) a loro volta molto simili a quelli dell'ADR.

## Trasporto per vie di navigazione interna
La regolamentazione relativa al trasporto delle merci pericolose per vie di navigazione interna (ovvero: fiumi, laghi, canali e altre vie di navigazione interna) è molto simile a quelle su strada (ADR) e su ferrovia (RID) ed è definita dagli accordi ADN (Accord Européen Relatif au Transport International des Marchandises Dangereuses par Voies de Navigation Intérieures).

## Trasporto via nave

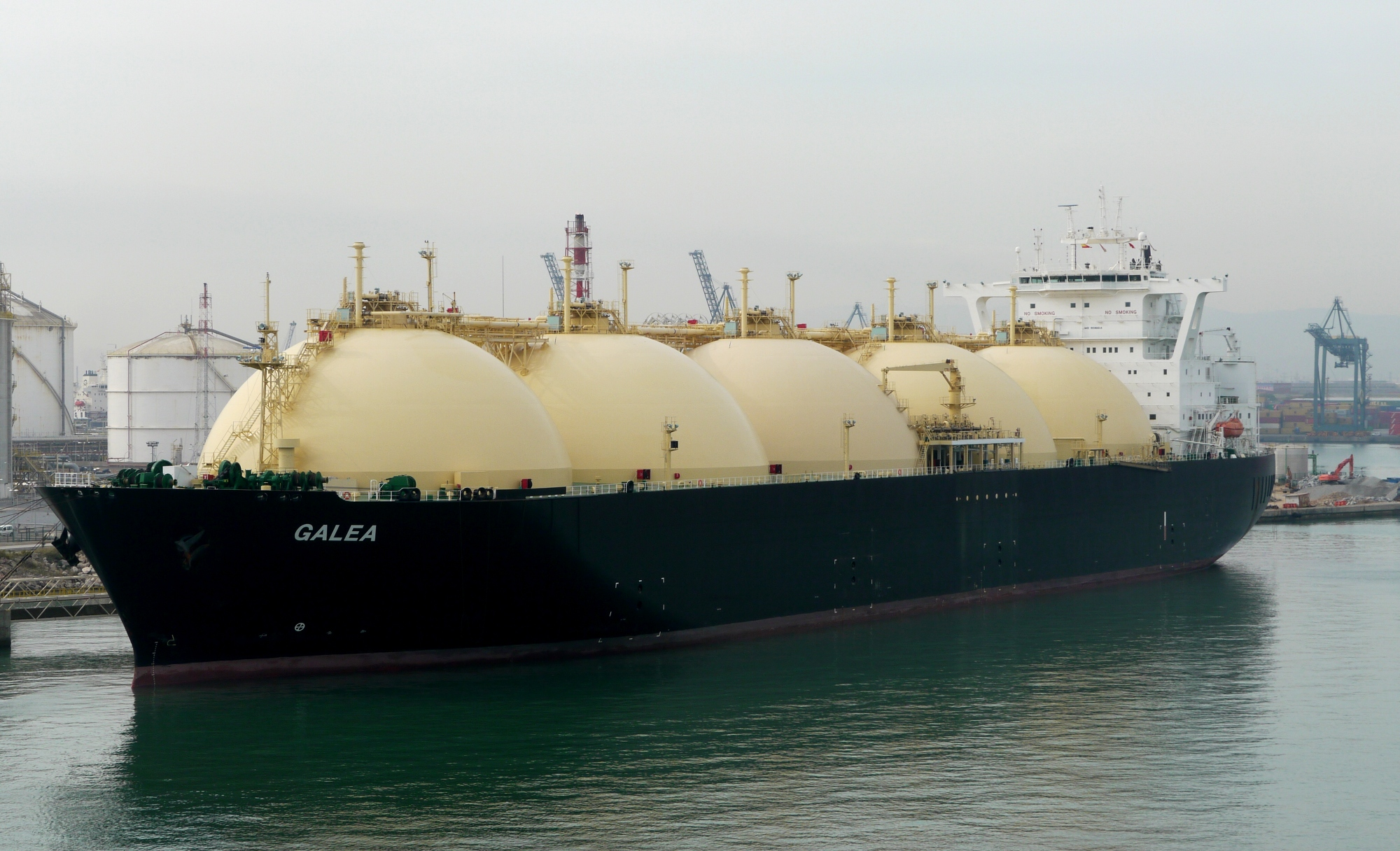
Una nave utilizzata per il trasporto di gas naturale liquefatto.

Il Codice IMDG (International Maritime Dangerous Goods Code) dell'IMO (Organizzazione Marittima Internazionale) è il riferimento normativo per il trasporto marittimo delle merci pericolose. Enti preposti ai controlli sono in sede internazionale l'IACS e in sede italiana il Registro Italiano Navale.

## Trasporto aereo
La legislazione dedicata al trasporto aereo è raccolta nell'accordo ICAO (Organizzazione Internazionale dell'Aviazione Civile).